# Euonymus alatus
Euonymus alatus, el huso con alas o arbusto ardiente, es una especie de fanerógama perteneciente a la familia de las celastráceas.

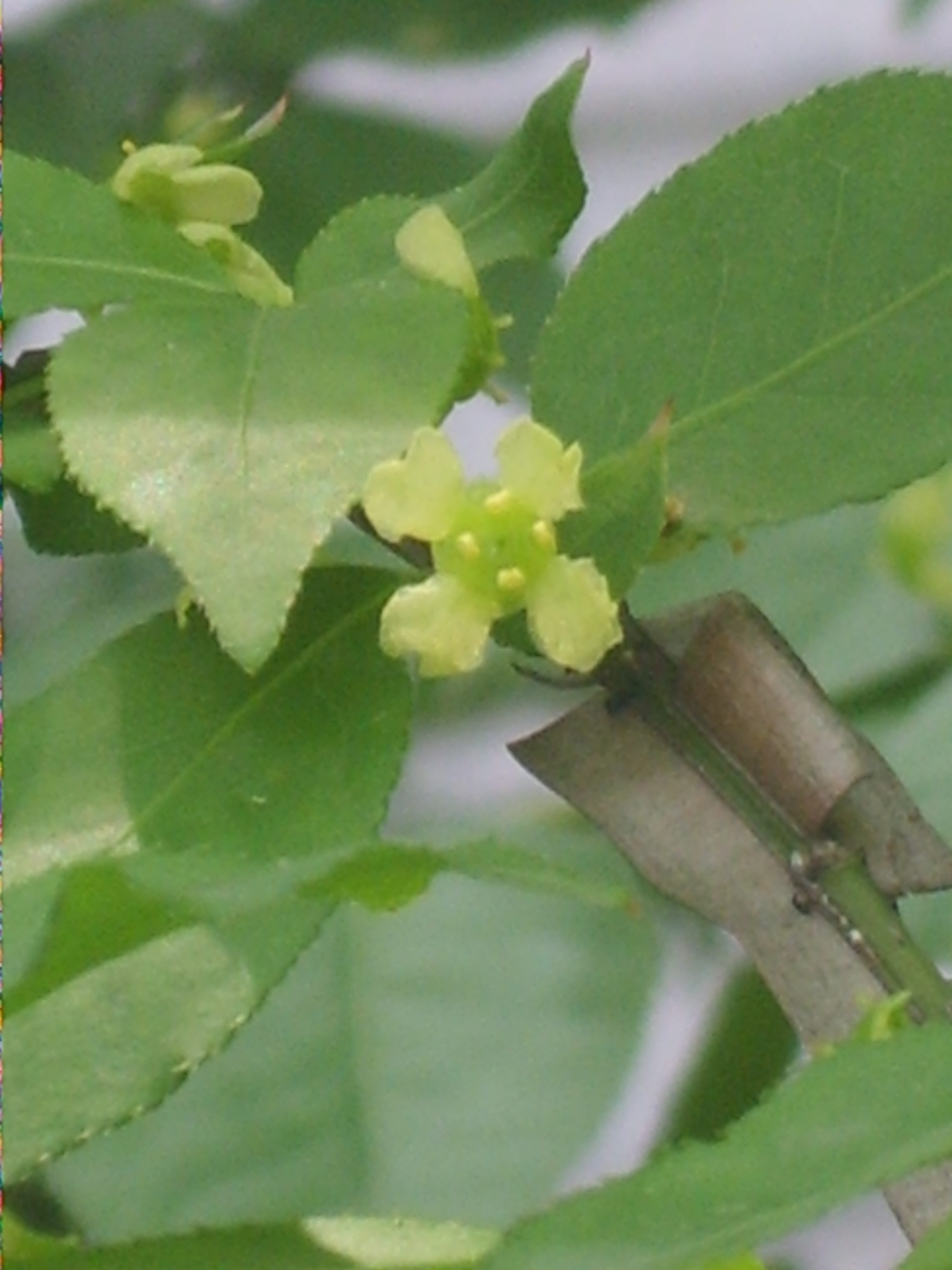
Detalle de la planta

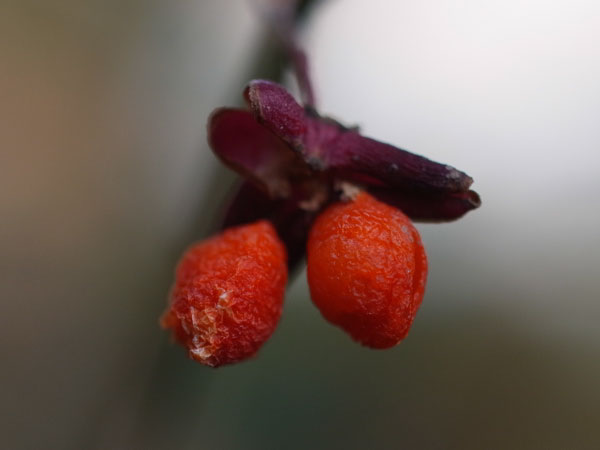
Fruto

## Hábitat
Es un arbusto de hojas caducas naturales del este de Asia. China, Japón y Corea.

## Descripción
Es un arbusto que alcanza 2'5 metros de altura, a menudo más ancho que alto. Los tallos son notables por sus cuatro alas de corcho. Las hojas tienen 2-7 cm de largo por 1-4 de ancho, son ovadas-elípticas con la punta aguda. Las flores son verdosas manteniéndose durante un largo periodo. La fruta es roja que incluye una cápsula rosada con cuatro lóbulos.
Se la llama "arbusto ardiente" por el color rojo brillante de su fruta.
Es una planta ornamental común en parques y jardines por la belleza de sus colores.

## Taxonomía
Euonymus alatus fue descrita por  (Thunb.) Siebold y publicado en Verhandelingen van het Bataviaasch Genootschap van Kunsten en Wetenschappen 12: 49. 1830.
Etimología
Euonymus: nombre genérico que viene de las palabras griegas eu =  "bueno", y onoma =  "nombre".
alatus: epíteto latíno que significa "con alas".
Sinonimia
- Celastrus alatus Thunb. in Murray
- Celastrus striatus Thunb.
- Euonymus ellipticus (Chen H.Wang) C.Y.Cheng
- Euonymus striatus (Thunb.) Loes.
- Euonymus verrucosus var. tchefouensis Debeaux[4]
- Euonymus arakianus Koidz.
- Euonymus kawachianus Nakai
- Euonymus loeseneri Makino
- Euonymus rotundatus (Makino) Nakai
- Euonymus striatus (Thunb.) Loes. ex Gilg & Loes.
- Euonymus subtriflorus Blume
- Euonymus thunbergianus Blume
- Melanocarya alata Turcz.[5]